# Drsnokožka kornatá
Drsnokožka kornatá (Theloderma corticale) je druh létavkovité žáby z rodu Theloderma, která se přirozeně vyskytuje v severním a centrálním Vietnamu. Areál výskytu může zasahovat i do Laosu a Číny.

## Popis
Drsnokožka kornatá dosahuje velikosti asi 7 až 8 cm. Samice bývají o něco větší a mohutnější než samci, a je tedy rozvinut pohlavní dimorfismus. Zbarvením tento druh dokonale splývá se svým přirozeným prostředím. Kůže je zabarvena tmavě zeleně s černými skvrnkami a pokrývají ji hrbolky, čímž připomíná shluk mechu. Mladí jedinci mají zbarvení jasně zelené s načervenalými špičkami některých hrbolků, ale jak se stávají staršími, barva postupně tmavne. Prsty jsou vybaveny příchytnými polštářky.

## Chování
Drsnokožka kornatá žije v zatopených jeskyních a na březích skalnatých horských potoků, přičemž se vyskytuje v nadmořských výškách 700 až 1000 metrů. Aktivní je v průběhu noci, coby potravu vyhledává větší druhy hmyzu, jako jsou cvrčci a švábi. Jako ochranu před predátory využívá své kryptické zbarvení, které ji v mechovém podrostu činí takřka nepostřehnutelnou, ale v případě ohrožení se může bránit ještě předstíráním smrti. Tyto žáby se rozmnožují v malých chráněných vodních plochách, typicky v zaplavených skalních puklinách nebo vodou naplněných dutinách stromů. Snůška činí 5–30 vajíček. Vajíčka jsou lepkavá a samice je naklade na povrch těsně nad vodní hladinu. Za jeden až dva týdny se z vajíček vylíhnou pulci, jež spadnou do vody pod nimi, a zde probíhá jejich další vývoj. Celý proces metamorfózy v dospělou žáby trvá asi 3 měsíce, poté se mladí jedinci zřejmě rozptýlí do lesa.

## Vztah s lidmi
V rámci druhu Theloderma představuje drsnokožka kornatá asi nejlepšího chovance, protože tráví velké množství času mimo vodu a stává se tak dobře viditelnou pro lidského pozorovatele. Odchyt žab z volné přírody společně se ztrátou a degradací stanovišť představují podle Mezinárodního svazu ochrany přírody (IUCN) hlavní hrozby vedoucí k poklesu populací, nicméně i vzhledem k velkému areálu rozšíření hodnotí IUCN drsnokožku kornatou jako málo dotčený taxon.

## Chov v zoo
Tento druh byl na počátku roku 2022 chován přibližně v 70 evropských zoo, včetně tří českých: Zoo Na Hrádečku, Zoo Plzeň (AkvaTera) a Zooparku Zájezd.